# Handan Adalı
Handan Adalı (* 25. Februar 1922 in Bandırma; † 17. Mai 1993 in Istanbul) war eine türkische Schauspielerin.

## Leben und Karriere
Adalı begann ihre Karriere in der Türkei mit Auftritten in Theaterproduktionen und wechselte in den 1940er Jahren in die Filmindustrie. In ihrer langen Karriere spielte Adalı in zahlreichen Filmen der 1960er und 1970er Jahre. Zu ihren bekanntesten Filmen zählen Ah Güzel İstanbul sowie Sultan Gelin und Birleşen Yollar.
Sie arbeitete auch häufig mit bekannten Regisseuren wie Ülkü Erakalın und trat an der Seite berühmter türkischer Schauspielerinnen wie Türkan Şoray auf. Am 17. Mai 1993 verstarb sie in Istanbul.

## Filmografie
- 1942: Kerem İle Aslı
- 1943: Dertli Pınar
- 1947: Bağdagül
- 1947: Yara
- 1948: Günahım
- 1948: İstiklal Madalyası
- 1948: Keloğlan
- 1961: Suçlu Aşıklar
- 1961: Unutamadığım Kadın
- 1961: Yavru Kuş
- 1961: Zeyno
- 1962: Acı Hayat
- 1963: Kezban
- 1963: Korkusuz Kabadayı
- 1963: Sabahsız Geceler
- 1963: Şoförün Kısmeti
- 1964: Adanalı Tayfur Kardeşler
- 1964: Anasının Kuzusu
- 1964: Bücür
- 1964: Cehennem Arkadaşları
- 1964: Döner Ayna
- 1969: Boş Beşik
- 1969: Erkek Fatma
- 1969: Galatalı Fatma
- 1969: Günahını Ödeyen Adam
- 1969: Gurbette Ölenler
- 1969: İki Yetime
- 1969: Kapıcının Kızı
- 1969: Şen Ola Düğün Şen Ola
- 1969: Yanık Kaval
- 1969: Yuvamı Yıkamazsın
- 1977: Sarhoş
- 1979: Skandal
- 1980: Kurban Olduğum
- 1981: Zaman Mekan Makinesi
- 1985: Assolist
- 1986: Kısrak
- 1987: Aşığım Aşık
- 1987: Etme Bulma
- 1987: Gönülden Gönüle
- 1987: Hafız Yusuf Efendi
- 1987: Işıkta Kaybolanlar
- 1991: Şen Dullar
- 1993: Bir Kadın Bir Yaşam